# Gaudenzio Sereno
Gaudenzio Sereno (Borgolavezzaro, 31 maggio 1900 – Vercelli, 23 dicembre 1969) è stato un calciatore italiano, di ruolo attaccante.

## Carriera
Ha giocato 40 partite e segnato 4 gol in Divisione Nazionale con la Reggiana e la Pro Vercelli.